# Ochthoeca
Az Ochthoeca a madarak (Aves) osztályának verébalakúak (Passeriformes) rendjébe és a királygébicsfélék (Tyrannidae) családjába tartozó nem.

## Rendszerezés
A nemet Jean Cabanis írta le 1847-ben, az alábbi fajok tartozik ide:
- fahéjbegyű rigótirannusz (Ochthoeca cinnamomeiventris)
- Ochthoeca nigrita[1] vagy Ochthoeca cinnamomeiventris nigrita[2]
- Ochthoeca thoracica[1] vagy Ochthoeca cinnamomeiventris thoracica[2]
- Ochthoeca salvini[1] vagy Tumbezia salvini[2]
- Ochthoeca fumicolor
- Ochthoeca rufipectoralis
- Ochthoeca piurae
- Ochthoeca leucophrys
- hantmadár-tirannusz (Ochthoeca oenanthoides)
- Ochthoeca diadema[2] vagy Silvicultrix diadema[1]
- Ochthoeca frontalis[2] vagy Silvicultrix frontalis[1]
- Ochthoeca jelskii[2] vagy Silvicultrix jelskii[1]
- Ochthoeca pulchella[2] vagy Silvicultrix pulchella[1]

## Előfordulásuk
Dél-Amerika területén honosak. A természetes élőhelyük szubtrópusi és trópusi erdő és cserjések. Állandó, nem vonuló fajok.

## Megjelenésük
Testhosszúságuk 12–17 centiméter közötti.

## Életmódjuk
Rovarokkal táplálkoznak.